# 豊島与志雄

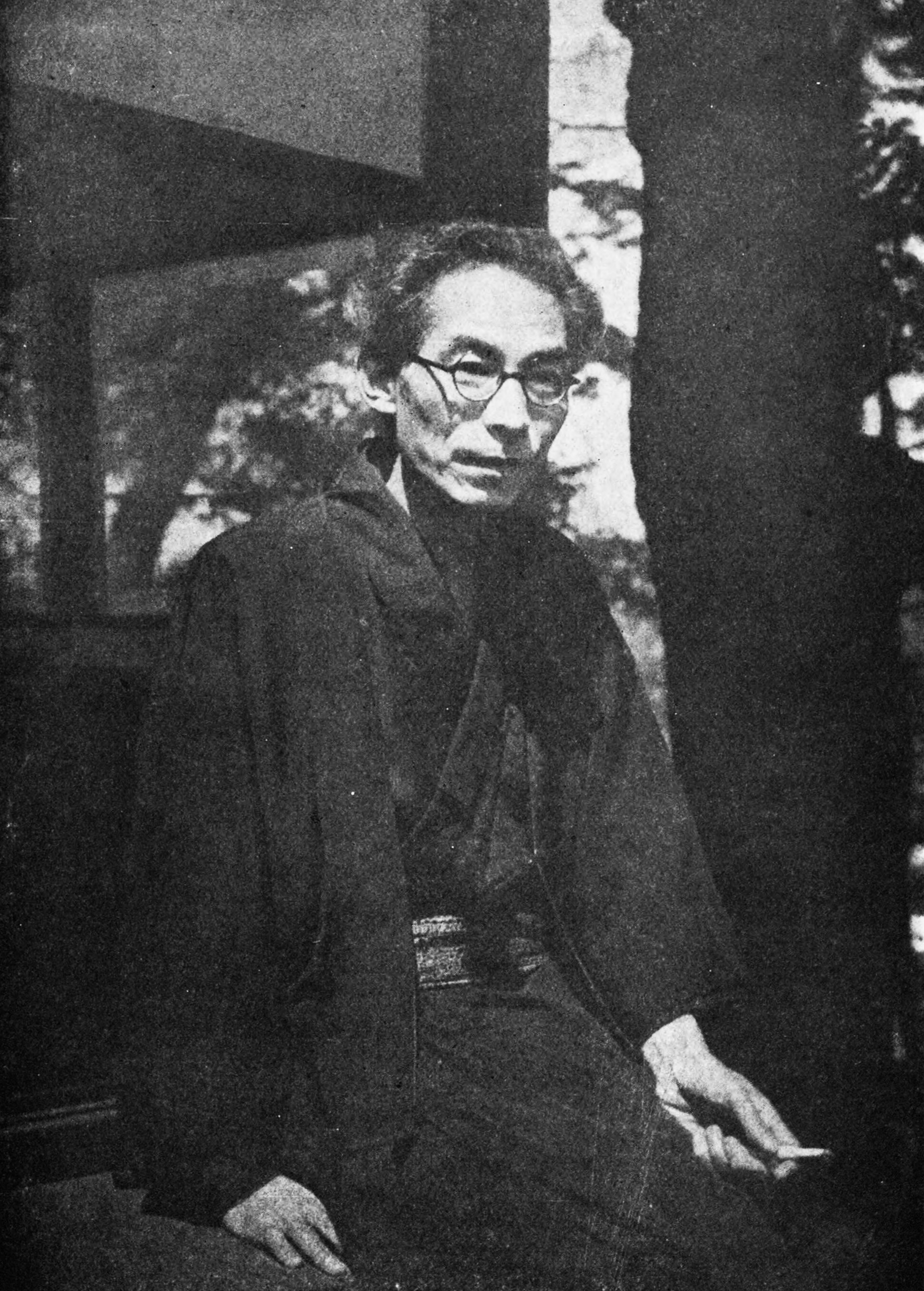
1954年（昭和29年）撮影

豊島 与志雄（とよしま よしお、1890年〈明治23年〉11月27日 - 1955年〈昭和30年〉6月18日）は、日本の小説家・翻訳家・仏文学者・児童文学者。法政大学名誉教授。明治大学文学部教授もつとめた。日本芸術院会員。

## 生涯
福岡県下座郡福田村大字小隈（現：朝倉市小隈）の士族の家に生まれる。
1909年（明治42年）福岡県立中学修猷館、1912年（明治45年）第一高等学校文科を経て、東京帝国大学文科大学仏文学科に進学。
東京帝大在学中の1914年（大正3年）に、芥川龍之介、菊池寛、久米正雄らと第3次『新思潮』を刊行し、その創刊号に処女作となる「湖水と彼等」を寄稿し注目される。1915年（大正4年）、東京帝大卒業。
1917年（大正6年）、生活のため、新潮社に中村武羅夫を訪ねて仕事を貰ったのが、『レ・ミゼラブル』の翻訳であった。これがベストセラーになり、大金を得た。この訳は、何度か改訂を経て岩波文庫で読み継がれている名訳である。こうして、翻訳が主で創作が従の活動が続く。

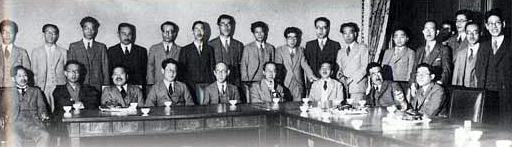
1932年頃の明治大学文芸科講師陣
（後列左から3人目が豊島与志雄）

1923年（大正12年）、法政大学法文学部教授となる。1925年から再び旺盛な創作活動が始まる。1927年（昭和2年）から1928年（同3年）、『レ・ミゼラブル』の再刊で再び印税多量に入る。1932年（昭和7年）、明治大学文芸科教授となる。1934年（昭和9年）、法政騒動により解雇される。1936年（昭和11年）、河出書房の編集顧問となる。1938年（昭和13年）、再び法政大学教授となる。
戦後は、第二次世界大戦により活動を停止していた日本ペン倶楽部（当時の会名）の再建に尽力し、1947年2月、再建された日本ペンクラブの幹事長に就任する。1949年（昭和24年）、法政・明治両大学を辞職、法政大学名誉教授。同年、日本芸術院会員となる。1952年（昭和27年）、旧訳『ジャン・クリストフ』が売れ、莫大な印税が入る。
1955年（昭和30年）6月18日、心筋梗塞のため東京都文京区千駄木の自宅で死去。享年64。墓所は多磨霊園。

## 業績
代表作として、短編小説集『生あらば』（新潮社、1917年）、中編小説『野ざらし』（新潮社、1923年）、随筆集『書かれざる作品』（白水社、1933年）、長編小説『白い朝』（河出書房、1938年）、短編小説集『山吹の花』（筑摩書房、1954年）が挙げられる。ほかに、数多くの児童文学作品を書いた。
翻訳には、『レ・ミゼラブル』や『ジャン・クリストフ』などがある。創作家として名は残らなかったが、名訳者として名を残した。

## 係累
娘婿にフランス文学者の斎藤正直、孫娘にタレントの志摩のぶこ（旧名 志摩のぶ子）がいる。

## 太宰治との親交
太宰治は、晩年に豊島与志雄を最も尊敬し、山崎富栄を伴って度々本郷の豊島の自宅を訪れては酒を酌み交わしていた。豊島も太宰の気持ちを受け入れ、その親交は太宰が亡くなるまで続いた。
最後の訪問は自殺の2か月前の1948年4月25日で、太宰は珍しく「愚痴を聞いて下さい」と言った（ただし結局、愚痴をこぼすことはなかった）という。
太宰の葬儀に際しては葬儀委員長を務めている。

## 作品

### 自著
- 『蘇生』（新潮社） 1919
- 『微笑』（東京刊行社） 1919
- 『二つの途』（春陽堂） 1920
- 『生と死の記録』（春陽堂） 1921
- 『若き日の話』（春陽堂） 1921
- 『未来の天才』（春陽堂） 1921
- 『理想の女』（隆文館） 1921
- 『月明』（金星堂） 1922
- 『反抗』（新潮社） 1922
- 『野ざらし』（新潮社） 1923
- 『人間繁栄』（玄文社） 1924
- 『或る男の手記』（新潮社） 1924
- 『旅人の言』（聚英閣） 1924
- 『狐火』（聚芳閣） 1925
- 『夢の卵』（赤い鳥社） 1927
- 『書かれざる作品』（白水社） 1933
- 『時代の明星』（三学書房） 1933
- 『道化役』（言海書房） 1935
- 『白い朝』（河出書房） 1938
- 『猫性語録』（作品社） 1938
- 『心理風景』（砂子屋書房） 1939
- 『ふしぎな池』（新潮社） 1940
- 『白塔の歌』（弘文堂書房） 1941
- 『文学母胎』（河出書房） 1942
- 『金の目・銀の目』（アルス） 1942
- 『輝く国』（日本小学館、少国民錬成文庫） 1942
- 『銀の笛と金の毛皮』（羽田書院） 1946
- 『白蛾』（生活社） 1946
- 『天狗笑ひ』（同光社） 1946
- 『秦の憂愁』（東京出版） 1947
- 『ハボンスの手品』（桜井書店） 1947
- 『悪魔の宝』（同光社） 1948
- 『聖女人像』（光文社） 1948
- 『高尾ざんげ』（新潮社 新潮文庫） 1948
- 『文学以前』（河出書房） 1951
- 『山吹の花』（筑摩書房） 1954

### 選集・全集
- 『新選豊島与志雄集』（改造社） 1929
- 『豊島与志雄童話全集』1 – 4（八雲書店） 1948
- 『豊島与志雄著作集』全6巻（未來社） 1965 – 1967
- 『豊島与志雄童話作品集』全3巻（銀貨社） 2000
- 『豊島与志雄 白蛾』（国書刊行会、日本幻想文学集成18） 1993、のち新編版 2017
- 『丘の上 豊島与志雄 メランコリー幻想集』（彩流社） 2018

## 翻訳
- 『レ・ミゼラブル』（ユーゴー、新潮社） 1918 - 1919、のち岩波文庫 全4巻
- 『ジャン・クリストフ』（ロマン・ロオラン、新潮社） 1921、のち岩波文庫 全4巻
- 『千一夜物語』（マルドリュス版、佐藤正彰, 渡辺一夫共訳、岩波文庫） 1940 - 1955、のち改版・全13巻
- 『死刑囚最後の日』（ユーゴー、養徳社） 1949、のち岩波文庫
- 『ジャン・ヴァルジャン物語』（ユーゴー、岩波少年文庫） 1953

## 伝記・作品研究
- 『評伝 豊島与志雄』（関口安義、未來社） 1987
  - 『豊島与志雄研究』（笠間書院） 1979
  - 『豊島与志雄と児童文学 夢と寓意の物語』（久山社、日本児童文化史叢書18） 1997
- 『豊島与志雄童話の世界』（中野隆之、海鳥社） 2003